# El Rosario (Francisco I. Madero)
El Rosario es una localidad de México perteneciente al municipio de Francisco I. Madero en el estado de Hidalgo.

## Geografía
Se encuentra en la región del Valle del Mezquital. A la localidad le corresponden las coordenadas geográficas 20° 14’ 30.108” de latitud norte y 99° 1’ 24.912” de longitud oeste, con una altitud de 1982 m s. n. m.  Se encuentra a una distancia aproximada de 8.12 kilómetros al este de la cabecera municipal, Tepatepec.
En cuanto a fisiografía se encuentra dentro de las provincia del Eje Neovolcánico, dentro de la subprovincia de Llanuras y Sierras de Querétaro e Hidalgo; su terreno es de llanura y lomerío. En lo que respecta a la hidrografía se encuentra posicionado en la región del río Panuco, dentro de la cuenca del río Moctezuma, en la subcuenca del río Actopan. Cuenta con un clima semiseco templado.

## Demografía
En 2020 registró una población de 3811 personas, lo que corresponde al 10.51 % de la población municipal. De los cuales 1808 son hombres y 2003 son mujeres. Tiene 1001 viviendas particulares habitadas.
| Gráfica de evolución demográfica de El Rosario entre 1930 y 2020                             |
|                                                                                              |
| Población de los censos y conteos del Instituto Nacional de Estadística y Geografía (INEGI). |

## Economía
La localidad tiene un grado de marginación bajo y un grado de rezago social muy bajo.